# Olof Stiernman
Olof Stiernman, född 18 mars 1685 i Nyen i Ingermanland, död 23 mars 1767 i Falun, var en svensk präst och kyrkoherde i Falun 1741-1767.

## Biografi
Stiernmans föräldrar, justitieborgmästaren i Nyland Olof Stiernman och Maria Blix dog tidigt, fadern redan 1689. Därför kom Stiernman att växa upp i Västerås hos sin faster Elisabeth Stiernman och maken i hennes andra gifte domprost Nicolaus Georgii Dwan.
Stiernman genomgick Trivialskolan i Västerås och studerade från 1698 vid Uppsala universitet. Han blev filosofie magister 1713 och kallades av domprost Nils Barchius till adjunkt i Västerås domkyrka där han blev prästvigd 7 december 1714.
Från 1715 och fram till 1740 var Stiernman verksam i armén och vid hovet. Han kallades till hovet som hovmästare och informator för de kungliga pagerna 1715. Utsågs till extra ordinarie predikant och senare andre pastor vid livdrabantkåren under 1716. Ledamot av hovfältkonsistorium 31 augusti 1717. Förste pastor vid livdrabantkåren 1721. Ordinarie hovpredikant 7 mars 1726. Överhovpredikant och preses i hovkonsistorium 7 oktober 1710. Biktfader för deras majestäters 1735. Promovoverades till teologie doktor i Greifswald 1739. 
22 december 1740 utsågs Stiernman till kyrkoherde i Falun. Det har spekulerats i att det skedde på drottning Ulrika Eleonoras initiativ för att få bort Stiernman som en av de som gav av kung Fredrik I stöd i förhållandet till sin mätress Hedvig Taube.      